# Destin Onka Malonga
Destin Chancel Onka Malonga (Brazzaville, 16 marzo 1988 – Vallon-Pont-d'Arc, 31 luglio 2016) è stato un calciatore della Repubblica del Congo, di ruolo portiere.

## Biografia
A livello di club raggiunge l'apice della propria carriera militando nel Batna, nella massima serie algerina.
Partecipa con la rappresentativa giovanile del suo paese al Campionato mondiale di calcio Under-20 2007 svoltosi in Canada. Debutta in Nazionale maggiore il 14 novembre 2009 in un'amichevole contro l'Angola, partita destinata a restare la sua unica presenza.
Muore all'età di 28 anni in seguito ad un incidente in canoa sulle gole dell'Ardèche nel dipartimento omonimo a Vallon-Pont-d'Arc nella Francia centro meridionale durante una pausa dal ritiro della sua squadra.